# Nhà ghi nhớ
Các danh hiệu nhà ghi nhớ đề cập đến một cá nhân với khả năng ghi nhớ và nhớ lại danh sách dài bất thường của dữ liệu, chẳng hạn như tên quen thuộc, danh sách các số, mục trong sách, vv Thuật ngữ này có nguồn gốc từ thuật ngữ ghi nhớ, dùng để chỉ một chiến lược hỗ trợ việc ghi nhớ (chẳng hạn như phương pháp loci hoặc hệ thống chính), nhưng không phải tất cả các nhà ghi nhớ đều báo cáo bằng cách sử dụng phương pháp ghi nhớ. Những người ghi nhớ có thể có khả năng nhớ hoặc ghi nhớ bẩm sinh vượt trội,    ngoài việc (hoặc thay vì) dựa vào các kỹ thuật.

## Cấu trúc của kỹ năng ghi nhớ
Trong khi khả năng bẩm sinh của các kỹ năng ghi nhớ vẫn còn được tranh luận, các phương pháp mà những người ghi nhớ sử dụng để ghi nhớ đã được ghi chép đầy đủ. Nhiều nhà ghi nhớ đã được nghiên cứu trong các phòng thí nghiệm tâm lý học trong thế kỷ trước, và hầu hết đều được phát hiện sử dụng các thiết bị ghi nhớ. Hiện tại, tất cả các nhà vô địch trí nhớ tại Giải vô địch trí nhớ thế giới đều nói rằng họ sử dụng các chiến lược ghi nhớ, chẳng hạn như phương pháp loci, để thực hiện các kỳ công về trí nhớ của mình.
Lý thuyết về trí nhớ có kỹ năng được đề xuất bởi K. Anders Ericsson và Bill Chase để giải thích tính hiệu quả của các thiết bị ghi nhớ trong chuyên môn về trí nhớ. Nói chung, trí nhớ ngắn hạn có dung lượng gồm bảy mục; tuy nhiên, để ghi nhớ các chuỗi dài thông tin không liên quan, hạn chế này phải được khắc phục. Lý thuyết bộ nhớ có kỹ năng bao gồm ba bước: mã hóa có ý nghĩa, cấu trúc truy xuất và tăng tốc độ.

### Mã hóa
Trong mã hóa, thông tin được mã hóa dưới dạng cấu trúc tri thức thông qua các liên kết có ý nghĩa. Điều này ban đầu có thể liên quan đến việc chia nhỏ danh sách dài thành nhiều phần dễ quản lý hơn nằm trong khả năng của trí nhớ ngắn hạn. Các báo cáo bằng lời nói của các chuyên gia trí nhớ cho thấy một nhóm ba hoặc bốn nhất quán. Ví dụ: dãy chữ số 1-9-4-5 sau đó có thể được nhớ là "năm Thế chiến thứ hai kết thúc". Luria báo cáo rằng Solomon Shereshevsky đã sử dụng phương pháp gây mê để liên kết các con số và từ ngữ dưới dạng hình ảnh trực quan hoặc màu sắc để mã hóa thông tin được trình bày cho anh ta, nhưng Luria không phân biệt rõ ràng giữa kỹ thuật gây mê và ghi nhớ như phương pháp loci và hình dạng số. Các đối tượng khác được nghiên cứu đã sử dụng kiến thức trước đó như thời gian đua hoặc thông tin lịch sử  để mã hóa thông tin mới. Điều này được hỗ trợ bởi các nghiên cứu đã chỉ ra rằng kiến thức trước đây về một chủ đề sẽ tăng khả năng ghi nhớ của một người. Ví dụ, các chuyên gia cờ vua có thể ghi nhớ nhiều quân cờ của một ván cờ đang diễn ra hơn một người mới chơi cờ. Tuy nhiên, trong khi có một số mối tương quan giữa khả năng ghi nhớ và trí thông minh nói chung, được đo bằng chỉ số IQ hoặc hệ số thông minh nói chung, cả hai hoàn toàn không giống nhau. Nhiều chuyên gia về trí nhớ đã được chứng minh là ở mức trung bình đến trên trung bình bằng hai biện pháp này, nhưng không phải là ngoại lệ.

### Truy xuất
Bước tiếp theo là tạo một cấu trúc truy xuất mà theo đó các liên kết có thể được gọi lại. Nó phục vụ chức năng lưu trữ các tín hiệu truy xuất mà không cần phải sử dụng bộ nhớ ngắn hạn. Nó được sử dụng để bảo quản thứ tự của các mục cần ghi nhớ. Các báo cáo bằng lời nói của các chuyên gia trí nhớ cho thấy hai phương pháp truy xuất thông tin nổi bật: các nút thứ bậc và phương pháp các loco. Các cấu trúc truy xuất được tổ chức phân cấp và có thể được coi là các nút được kích hoạt khi thông tin được truy xuất. Các báo cáo bằng lời nói đã chỉ ra rằng các chuyên gia trí nhớ có các cấu trúc truy xuất khác nhau. Một chuyên gia đã nhóm các chữ số thành nhóm, nhóm thành siêu nhóm, và siêu nhóm thành cụm siêu nhóm. Tuy nhiên, cho đến nay phương pháp truy xuất cấu trúc phổ biến nhất là phương pháp loci.

### Phương pháp loci
Phương pháp loci là "việc sử dụng một sự sắp xếp có trật tự các vị trí mà người ta có thể đặt hình ảnh của những sự vật hoặc con người sẽ được ghi nhớ". Quá trình mã hóa diễn ra trong ba bước. Đầu tiên, một khu vực kiến trúc, chẳng hạn như những ngôi nhà trên một con phố, phải được ghi nhớ. Thứ hai, mỗi mục được ghi nhớ phải gắn với một hình ảnh riêng biệt. Cuối cùng, tập hợp hình ảnh này có thể được phân phối trong một "quỹ tích", hoặc đặt trong khu vực kiến trúc theo thứ tự được xác định trước. Sau đó, khi người ta cố gắng nhớ lại thông tin, người ghi nhớ chỉ cần "đi bộ" xuống phố, xem từng biểu tượng và nhớ lại thông tin liên quan. Một ví dụ về các nhà ghi nhớ đã sử dụng điều này là Solomon Shereshevsky; anh ta sẽ sử dụng Phố Gorky, một con đường anh ta sống. Khi anh ta đọc, mỗi từ sẽ tạo thành một hình ảnh đồ họa. Sau đó anh ta sẽ đặt hình ảnh này ở một nơi dọc theo đường phố; sau này, khi cần nhớ lại thông tin, anh ta sẽ lại đơn giản "dạo" xuống phố để gợi nhớ thông tin cần thiết. Các nghiên cứu về hình ảnh thần kinh đã cho thấy kết quả ủng hộ phương pháp loci là phương pháp truy xuất ở những người biểu diễn trí nhớ đẳng cấp thế giới. Một fMRI đã ghi lại hoạt động của não trong các chuyên gia trí nhớ và một nhóm kiểm soát khi họ đang ghi nhớ dữ liệu đã chọn. Các nghiên cứu trước đây đã chỉ ra rằng việc dạy một nhóm đối chứng phương pháp loci dẫn đến những thay đổi trong quá trình kích hoạt não bộ trong quá trình ghi nhớ. Phù hợp với việc sử dụng phương pháp loci, các chuyên gia trí nhớ có hoạt động cao hơn ở vỏ não trung gian, vỏ não tái tạo và hồi hải mã sau bên phải; những vùng não này có liên quan đến trí nhớ không gian và khả năng điều hướng. Những khác biệt này có thể quan sát được ngay cả khi các chuyên gia trí nhớ đang cố gắng ghi nhớ các kích thích, chẳng hạn như bông tuyết, nơi họ không thể hiện khả năng vượt trội so với nhóm đối chứng.

### Sự tăng tốc
Bước cuối cùng trong lý thuyết ghi nhớ có kỹ năng là tăng tốc. Với thực tế, thời gian cần thiết cho các hoạt động mã hóa và truy xuất có thể giảm đáng kể. Do đó, việc lưu trữ thông tin có thể được thực hiện trong vòng vài giây. Thật vậy, một yếu tố gây nhiễu trong quá trình nghiên cứu trí nhớ là các đối tượng thường cải thiện từng ngày khi chúng được kiểm tra nhiều lần.

## Kỹ năng đã học hoặc khả năng bẩm sinh
Năng lực bẩm sinh của chuyên gia trong lĩnh vực trí nhớ đã được nhiều nhà khoa học nghiên cứu kỹ lưỡng; đó là một vấn đề vẫn chưa được giải quyết dứt điểm.

### Bằng chứng về khả năng ghi nhớ như một kỹ năng đã học
Nhiều bằng chứng tồn tại cho thấy chuyên môn về trí nhớ như một kỹ năng đã học được mà chỉ có thể học được qua hàng giờ thực hành có chủ ý. Theo giai thoại, những người biểu diễn trong các cuộc thi trí nhớ hàng đầu như Giải vô địch trí nhớ thế giới và Giải trí nhớ cực đoan đều phủ nhận mọi khả năng của trí nhớ nhiếp ảnh; thay vào đó, các chuyên gia này đã trung bình 10 năm thực hành các chiến lược mã hóa của họ. Một bằng chứng khác chỉ ra điểm vượt trội bẩm sinh của trí nhớ là tính đặc thù của chuyên môn về trí nhớ ở những người ghi nhớ. Ví dụ, mặc dù các chuyên gia trí nhớ có khả năng nhớ các chữ số đặc biệt, nhưng khả năng ghi nhớ các mục không liên quan khó mã hóa hơn, chẳng hạn như biểu tượng hoặc bông tuyết, cũng giống như người bình thường. Điều tương tự cũng đúng đối với các chuyên gia trí nhớ trong các lĩnh vực khác: các nghiên cứu về máy tính nhẩm và các chuyên gia cờ vua cho thấy sự đặc hiệu giống nhau đối với trí nhớ siêu việt. Trong một số trường hợp, các loại trí nhớ khác, chẳng hạn như trí nhớ hình ảnh khuôn mặt, thậm chí có thể bị suy giảm. Một bằng chứng khác về khả năng chuyên sâu về trí nhớ là một thực tế là những người tận tâm có thể đạt được trí nhớ đặc biệt khi tiếp xúc với các kỹ năng ghi nhớ và có cơ hội thực hành. Một đối tượng, SF, một sinh viên đại học có trí thông minh trung bình, đã có thể đạt được hiệu suất trí nhớ đẳng cấp thế giới sau hàng trăm giờ luyện tập trong hai năm. Trên thực tế, trí nhớ của anh ấy đã cải thiện hơn 70 độ lệch chuẩn, trong khi khoảng chữ số, hay khoảng bộ nhớ cho các chữ số, tăng lên 80 chữ số, cao hơn khoảng chữ số mà tất cả các chuyên gia trí nhớ đã ghi lại trước đây. Tương tự, những người trưởng thành có trí thông minh trung bình được dạy các chiến lược mã hóa cũng cho thấy hiệu suất bộ nhớ tăng đáng kể. Cuối cùng, các nghiên cứu hình ảnh thần kinh được thực hiện trên các chuyên gia trí nhớ và so với nhóm đối chứng đã không tìm thấy sự khác biệt giải phẫu có hệ thống trong não giữa các chuyên gia trí nhớ và nhóm đối chứng. Mặc dù đúng là có sự khác biệt về kích hoạt giữa bộ não của các chuyên gia trí nhớ và nhóm kiểm soát, những điều này là do việc sử dụng các kỹ thuật không gian để hình thành cấu trúc truy xuất, không phải bất kỳ sự khác biệt nào về cấu trúc.

### Bằng chứng về khả năng ghi nhớ như một khả năng bẩm sinh
Phần lớn bằng chứng cho sự vượt trội bẩm sinh của trí nhớ chỉ là giai thoại và do đó bị bác bỏ bởi các nhà khoa học đã tiến tới việc chỉ chấp nhận các nghiên cứu có thể tái tạo như bằng chứng cho hiệu suất ưu tú. Tuy nhiên, đã có những trường hợp ngoại lệ không phù hợp với lý thuyết trí nhớ có kỹ năng như Chase và Ericsson đề xuất. Ví dụ, Synesthetes cho thấy lợi thế về trí nhớ đối với vật liệu gây mê của chúng so với nhóm đối chứng. Lợi thế này có xu hướng là lưu giữ thông tin mới hơn là học hỏi. Tuy nhiên, synesthete có thể có một số khác biệt về não bộ, điều này mang lại cho chúng lợi thế bẩm sinh về trí nhớ. Một nhóm khác có thể có một số lợi thế về trí nhớ bẩm sinh là những người tự kỷ. Thật không may, nhiều người dã man đã thực hiện các kỳ công về trí nhớ, chẳng hạn như Kim Peek và Daniel Tammet, đã không được nghiên cứu trong phòng thí nghiệm; họ tuyên bố không cần sử dụng các chiến lược mã hóa. Một nghiên cứu hình ảnh gần đây về người ăn thịt đã phát hiện ra rằng có sự khác biệt về kích hoạt giữa người ăn thịt và người đang phát triển điển hình; những điều này không thể được giải thích bằng phương pháp loci vì những người hiểu biết về khả năng ghi nhớ không có xu hướng sử dụng các chiến lược mã hóa cho bộ nhớ của họ. Savants kích hoạt vùng chẩm bên phải của não bộ của họ, trong khi những người tham gia kiểm soát kích hoạt vùng đỉnh bên trái thường liên quan đến các quá trình chăm chú.

## Các nhà ghi nhớ nổi tiếng
- Yanjaa Wintersoul: kỷ lục gia giữ kỷ lục hai lần.[13]
- Derren Brown
- Creighton Carvello
- Dominic O'Brien: Nhà vô địch thế giới về trí nhớ 8 lần (1991, 1993, 1995–97, 1999–01).[14]
- Ben Pridmore: Vô địch trí nhớ thế giới 3 lần (2004, 2008–09).
- Harry Lorayne
- Edward Cyril De Hault Laston
- Rajan Mahadevan
- Kim Peek, nguồn cảm hứng ngoài đời thực cho nhân vật Raymond trong phim Rain Man
- Shass Pollak
- SV Shereshevskii, từ The Mind of a Mnenistnist của AR Luria
- Daniel Tammet
- Ed Cooke: tác giả và là kiện tướng của trí nhớ
- Vương Phong: Vô địch thế giới về trí nhớ 2 lần (2010–11).
- Johannes Mallow: nhà vô địch trí nhớ thế giới (2012).
- Jonas von Essen: Vô địch trí nhớ thế giới 2 lần (2013–14).
- Alex Mullen: Vô địch trí nhớ thế giới 3 lần (2015–17).
- Nelson Dellis: Vô địch trí nhớ Hoa Kỳ 4 lần (2011–12, 2014–15).[15]
- Ron White: Vô địch trí nhớ 2 lần Hoa Kỳ (2009–10).
- Joshua Foer: tác giả và nhà vô địch trí nhớ Hoa Kỳ (2006).
- Brad Williams
- Dave Farrow: hầu hết các thẻ chơi được ghi nhớ sau một lần nhìn thấy, với 59 bộ bài.[16]
- Shraman NL, Cộng hòa Ấn Độ
- Arun Phoke, Aurangabad, Maharashtra
- Femi Francis Akinsiku
- Nidhip Vora, Upleta, Gujarat, chuyên gia trí nhớ, nhà nghiên cứu hệ thống ghi nhớ IRSRO, nhà tâm lý học
- Moshe Feinstein, giáo sĩ Do Thái lỗi lạc [17]

Môn thể thao trí nhớ chứa một danh sách đầy đủ hơn về các vận động viên trí nhớ nổi tiếng. Bảng xếp hạng thế giới về trí nhớ cập nhật và đầy đủ có thể được tìm thấy tại trang web của Hiệp hội Trí nhớ Quốc tế.